# Resolució 1617 del Consell de Seguretat de les Nacions Unides
La Resolució 1617 del Consell de Seguretat de les Nacions Unides fou adoptada per unanimitat el 29 de juliol de 2005. Després de reafirmar les resolucions 1267 (1999), 1333 (2000), 1363 (2001), 1373 (2001), 1390 (2001), 1452 (2002), 1455 (2002), 1526 (2004) i 1566 (2004) sobre el terrorisme, el Consell va renovar les sancions contra Al-Qaeda, els talibans, Osama bin Laden i persones i grups associats durant disset mesos més.
La resolució, redactada pels Estats Units, va definir els termes d'estar "associats" amb Al-Qaeda, els talibans i Osama bin Laden.

## Resolució

### Observacions
En el preàmbul de la resolució, el Consell va determinar que el terrorisme representava una amenaça greu per a la pau i la seguretat internacionals. Va condemnar a Al-Qaeda i altres grups associats pels atacs terroristes en curs i va reiterar la seva condemna general de tots els actes terroristes. Hi va haver preocupació per l'ús dels mitjans de comunicació -inclòs Internet- pels grups per incitar la violència terrorista i difondre propaganda.
El Consell insta a tots els estats a aplicar la Resolució 1373 i reafirmar la necessitat de lluitar contra el terrorisme. Va subratllar la importància de la inclusió de persones i entitats subjectes a la naturalesa d'Al-Qaeda. L'Organització d'Aviació Civil Internacional (OACI) impedia que els documents de viatge es posessin a disposició dels terroristes, i el Consell va animar els estats a treballar amb la Interpol. A més, hi va haver preocupació per l'ús de sistemes portàtils de defensa aèria d'Al-Qaeda, els talibans, Osama bin Laden i grups associats.

### Actes
Actuant sota el Capítol VII de la Carta de les Nacions Unides, el Consell va instar els estats a continuar amb les sancions contra Al-Qaeda, els talibans, Osama bin Laden i grups associats. Les sancions incloïen una congelació d'actius, una prohibició de viatge i la prevenció de la venda d'armes. També va definir la naturalesa de les entitats per estar "associades amb" Al-Qaeda, els talibans i Osama bin Laden.
La resolució es va referir al paper del Comitè de Sancions d'Al-Qaeda i Talibans i la seva filial, l'equip de control, en el tracte amb sospitosos i grups terroristes. Les mesures inclouen una llista de verificació per tal que els estats compleixin les seves obligacions amb el Comitè i que els estats remetin noms a la llista per utilitzar una "declaració de cas" que descrigui el raonament de la sol·licitud.
Les tasques de l'equip de seguiment, el mandat del qual es van ampliar per 17 mesos, es van incloure a l'annex de la resolució.